# غو بن
غو بن (بالصينية: 顾斌) (10 نوفمبر 1991 في الصين - ) هو لاعب كرة قدم صيني في مركز الوسط. لعب مع شانغهاي غرينلاند شينهوا ونادي سودوفا ماريامبوله وShanghai Shenxin F.C. ‏ ونادي تشونغتشينغ.

## وصلات خارجية
- غو بن على موقع قاعدة بيانات كرة القدم.إي يو (الإنجليزية)
- غو بن على موقع Soccerway.com (الإنجليزية)